# Malompatak
Malompatak (1899-ig Mühlenbach, szlovákul Mlynica, korábban Milbachy, németül Mühlenbach) község Szlovákiában, az Eperjesi kerület Poprádi járásában.

## Fekvése
Poprádtól 6 km-re északra, a Poprád-folyó mellett fekszik.

## Nevének eredete
Magyar neve a német Mühlenbach (= malompatak) fordítása.

## Története
A falu a tatárjárás után keletkezhetett, amikor a 13. század közepén németeket telepítettek ide. Oklevél 1268-ban „Milymbach” alakban említi először. 1289-ben „Muhlbach”, 1298-ban „Millenbach” néven szerepel a korabeli forrásokban. Malompatak a szepesi szász városok közösségéhez tartozott. Egykor gabonaőrlő malmok álltak itt. 1465-ben Szepes várának jobbágyfaluja volt, az uradalommal együtt előbb a Szapolyaiak, 1531-től 1636-ig a Thurzók birtoka. A 16. századtól a 19. századig oppidium, azaz mezővárosi rangot viselt. A Szepességben elsőként vette fel a protestáns hitet 1534-ben. A 17. század elején a Thurzók előbb Horváth Márknak, majd mintegy 30 évre Thököly Istvánnak zálogosították el. A Thurzók után 1636-tól 1848-ig a Csákyak birtoka. 1700-ban az egyházi vizitáció szerint a településen 11 katolikus és 134 evangélikus család élt. A 18. században fűrésztelepe volt. Lakói mezőgazdasággal, fafeldolgozással, kenderfeldolgozással foglalkoztak.
A 18. század végén Vályi András így ír róla: „MILLENBACH. Német falu Szepes Várm. földes Ura Berzeviczi Uraság, lakosai katolikusok, fekszik Maczdorfhoz 1/4 órányira, határja ollyan mint Zsakóczé.”
Fényes Elek 1851-ben kiadott geográfiai szótárában így ír a faluról: „Műhlenbach, német falu, Szepes vmegyében, a Kárpátok alatt, Késmárkhoz délre 1 1/4 órányira: 95 kath. 347 evang. lak. Kath. paroch. templom. Fűrész- és lisztmalmok. F. u. gr. Csáky Károly.”
A trianoni diktátumig Szepes vármegye Szepesszombati járásához tartozott.
1945 után német lakosságát kitelepítették, melyekre a Lengyelországhoz csatolt területekről szlovákok érkeztek. Az 1945 júniusában Přerovban legyilkolt hazatérő magyarok és németek névsora korabeli fotókkal - köztük a malompataki áldozatok is - a Pozsonyligetfalui Emléktábla Társaság közösségi oldalán olvasható.

## Népessége
| Év:            | 1994. | 2004.    | 2014.    | 2024.    |
| -------------- | ----- | -------- | -------- | -------- |
| Emberek száma: | 279   | 383      | 472      | 815      |
| Eltérés:       |       | +37,27 % | +23,23 % | +72,66 % |

| Év:            | 2023. | 2024.   |
| -------------- | ----- | ------- |
| Emberek száma: | 768   | 815     |
| Eltérés:       |       | +6,11 % |

1910-ben 606-an, többségében német anyanyelvűek lakták, jelentős magyar kisebbséggel.
2001-ben 360 lakosából 358 szlovák volt, mindössze egy német lakta.
2011-ben 445 lakosából 437 szlovák volt.
2021-ben 627 lakosából (+4) ruszin, 595 szlovák, 4 (+1) egyéb és 28 ismeretlen nemzetiségű volt.

## Neves személyek
- A település fejlesztésén munkálkodott Johann Georg Rainer (1800-1872) vállalkozó.

## Nevezetességei
- Antiochiai Szent Margit plébániatemploma a 13. század közepén épült, többszöri átépítései ellenére sokat megőrzött eredeti formájából. 1425 és 1434 között gótikus stílusban építették át. Főoltárát 1515 körül Lőcsei Pál mester készítette. A templom a 16. században előbb a reformátusok, majd az evangélikusok tulajdonába került. A templom kelyhe és cibóriuma Szilassy János munkája.
- Egykori 1830-ban épített evangélikus temploma 1945 után, a szászok kitelepítésével megüresedett. Magtárként szolgált, 1997-ben autó-motor múzeumot létesítettek benne.